# Comitato Olimpico Nazionale e Sportivo del Mali
Il Comitato Olimpico Nazionale e Sportivo del Mali (noto anche come Comité National Olympique et Sportif du Mali in francese) è un'organizzazione sportiva maliana, nata nel 1962 a Bamako, Mali.
Rappresenta questa nazione presso il Comitato Olimpico Internazionale (CIO) dal 1963 ed ha lo scopo di curare l'organizzazione ed il potenziamento dello sport in Mali e, in particolare, la preparazione degli atleti maliani, per consentire loro la partecipazione ai Giochi olimpici. L'organizzazione è, inoltre, membro dell'Associazione dei Comitati Olimpici Nazionali d'Africa.
L'attuale presidente dell'associazione è Habib Sissoko, mentre la carica di segretario generale è occupata da Mohamed Oumar Traore.